# Heterodon gloydi
Espèce
Synonymes
- Heterodon nasicus gloydi Edgren, 1952

Heterodon gloydi est une espèce de serpents de la famille des Dipsadidae.

## Répartition
Cette espèce est endémique du Texas aux États-Unis.

## Étymologie
Cette espèce est nommée en l'honneur d'Howard Kay Gloyd.

## Publication originale
- Edgren, 1952 : A synopsis of the snakes of the genus Heterodon, with the diagnosis of a new race of Heterodon nasicus Baird and Girard. Natural history miscellanea, Chicago Academy of Sciences, vol. 112, p. 1-4.